# Rodrigo da Cunha
Rodrigo da Cunha y Silva (Lisboa, 1577 - ibíd, 1643) fue un eclesiástico, jurista canónico, hombre de estado e historiador portugués.
Doctorado en derecho canónico por la universidad de Coímbra, fue sucesivamente diputado del Santo Oficio, inquisidor en Lisboa, obispo de Portalegre, de Oporto, arzobispo de Braga y de Lisboa. 
Partidario de la independencia de Portugal, que hasta 1640 había estado integrado en la Monarquía Hispánica, da Cunha tuvo una participación destacada en la proclamación como rey del duque Juan de Braganza, de cuyo consejo de estado fue miembro.

## Obras
Dejó escritas, en latín y portugués, varias obras sobre derecho canónico e historia eclesiástica:
- Advertencias ao iubileu do anno de mil e seiscentos e vinte (Coímbra, 1620);
- Tractatus de confessariis solicitantibus (Valladolid, 1620);
- Commentarii in primam partem Decreti Gratiani (Braga, 1629);
- Tractatus de primatu Bracharensis ecclesiae. in universa Hispania (Braga, 1632);
- Catalogo e historia dos bispos do Porto (Oporto, 1623);
- Historia ecclesiastica dos arcebispos de Braga, parte I y parte II (Braga, 1634);
- Historia ecclesiastica da Igreja de Lisboa (Lisboa, 1642).

| Predecesor: Diogo Correia              | Obispo de Portalegre 1615 – 1618 | Sucesor: Lopo de Sequeira Pereira      |
| Predecesor: Gonçalo de Morais          | Obispo de Oporto 1618 – 1627     | Sucesor: João de Valadares             |
| Predecesor: Afonso Furtado de Mendonça | Arzobispo de Braga 1627 – 1635   | Sucesor: Sebastián de Matos de Noronha |
| Predecesor: João Manuel de Ataíde      | Arzobispo de Lisboa 1635 – 1643  | Sucesor: António de Mendonça           |